# Греков, Константин Дмитриевич
Константин Дмитриевич Греков (15 [27] октября 1879, Таганрог, область Войска Донского — 27 июня 1927, Москва) — русский и советский актёр и режиссёр оперетты.

## Биография
Константин Греков родился в Таганроге 15 (27) октября 1879 года. Окончив среднее учебное заведение, отправился за границу получать высшее образование. Начал артистическую деятельность в Новочеркасске в труппе С. Н. Крымова. Вскоре был приглашён в Москву в театр оперетты А. Э. Блюменталь-Тамарина, где успешно дебютировал в оперетте «Мартин Рудокоп». Затем работал в театрах Харькова, Ростова-на-Дону, Киева, Одессы. В 1909 году работал в Санкт-Петербурге в театре оперетты С. Н. Новикова. Там он организовал труппу будущего театра оперетты Е. В. Потопчиной, открывшегося в Москве в 1911 году. Греков стал главным режиссёром этого театра и проработал в этой должности до 1918 года. В 1918—1922 годах работал в Харькове, Баку, Тбилиси, Краснодаре. Возвратившись в Москве, в 1922 году стал главным режиссёром и художественным руководителем Московского театра оперетты. Проработал на этой должности до своей смерти, последовавшей 27 июня 1927 года от гангрены. Похоронен на Ваганьковском кладбище (2 уч.).

## Творчество
Константин Греков прославился в амплуа простака. Исполнил роль Зупана в «Марице» Кальмана. Среди постановок Грекова оперетты «Марица», «Сильва», «Баядера», «Принцесса цирка» Кальмана и другие. В своих спектаклях большое внимание уделял зрелищности и танцам. Каждый год по окончании летнего сезона ездил за границу, главным образом в Вену, за новинками оперетты. По возвращении он переводил оперетты на русский язык, занимался постановкой и играл в них. Критик Виктор Эрманс называл Константина Грекова актёром «с ярко выраженной индивидуальностью, с сочным внутренним юмором, с неожиданными и милыми интонациями „в нос“, с хорошей манерой подачи: без наигрыша, без педали».